# Biancamaria Tedeschini Lalli
Biancamaria Bosco Tedeschini Lalli (Roma, 15 gennaio 1928 – Roma, 15 novembre 2022) è stata un'anglista italiana, prima rettrice di un'università italiana.

## Biografia
Professoressa ordinaria di letteratura anglo-americana presso l'Università degli Studi di Roma "La Sapienza" dal 1958 e direttrice del dipartimento di letteratura statunitense con ampia esperienza internazionale di ricerca e didattica, nel 1992 fu eletta rettrice della terza università capitolina, appena istituita in seguito al distacco dall'ateneo "La Sapienza". In carica dal primo novembre 1992, fu riconfermata l'8 giugno 1995, al primo turno di votazioni, ottenendo 175 voti contro 153 del secondo candidato, Francesco Paolo Califano, presidente del dipartimento di ingegneria. Concluso il secondo mandato triennale, dal 1998 al 2003 occupò la stessa posizione presso l'Università degli Studi di Roma Foro Italico (conosciuta precedentemente come ISEF e  IUSM), per la quale aveva guidato il Centro di apprendimento permanente.
Componente del direttivo dell'Associazione europea di studi americani dal 1985 al 1990 e di quello del Centro studi americani di Roma, dal 1982 al 1992 fece parte della Commissione Fulbright.
In seguito divenne presidente della Fondazione Levi-Montalcini Onlus - fondata nel 1992 dal premio Nobel per la medicina Rita Levi-Montalcini assieme alla sorella Paola Levi-Montalcini in memoria del padre Adamo Levi, per promuovere l'istruzione e la formazione professionale di bambine e giovani donne africane - con sede a Roma.
È morta a Roma il 15 novembre 2022.

## Opere
- Henry David Thoreau, Edizioni di Storia e Letteratura (1954)
- Emily Dickinson Prospettive critiche (1963)
- I puritani, Edizioni Adriatica (1965)
- Walter and Connie reporting (1968, a cura di Biancamaria Tedeschini Lalli)
- Gertrude Stein, l'esperimento dello scrivere (1976)
- Ricerche sull'insegnamento dell'italiano in Somalia, a cura di A. Puglielli e B. Tedeschini Lalli (1981)

## Premi e riconoscimenti
- Women of Europe Awards (1993), conferito dal Movimento Europeo Internazionale.[6]
- Premio Operosità (1995)
- Premio Roma (1996)[1]